# Lista premiilor și a nominalizărilor primite de Justin Timberlake
Aceasta este o listă cu premiile și nominalizările primite de Justin Timberlake.

## Premiile Brit
Premiile Brit sunt premiile anuale British Phonographic Industry (BPI) pentru muzica pop. Justin Timberlake a primit trei premii din șase nominalizări.
| An   | Beneficiar           | Premiu                         | Rezultat     |
| ---- | -------------------- | ------------------------------ | ------------ |
| 2004 | Justin Timberlake    | International Male Solo Artist | Câștigat     |
| 2004 | Justin Timberlake    | International Male Solo Artist | Nominalizare |
| 2004 | Justified            | International Album            | Câștigat     |
| 2007 | Justin Timberlake    | International Male Solo Artist | Câștigat     |
| 2007 | FutureSex/LoveSounds | International Album            | Nominalizare |

## Asociația Broadcast Film Critics
Asociația Broadcast Film Critics (BFCA) este o asociație cu aproximativ 250 critici de televiziune, radio și materiale online. Fondată în 1995, este cea mai mare organizație de criticism pentru filme din Statele Unite și Canada. Este bine cunoscută pentru prezentarea Premiilor Critics' Choice Movie în fiecare an, din 1995.
| An   | Beneficiar                                                                     | Premiu    | Rezultat     |
| ---- | ------------------------------------------------------------------------------ | --------- | ------------ |
| 2011 | The Social Network                                                             | Best Cast | Nominalizare |
| 2013 | Inside Llewyn Davis pentru "Please Mr. Kennedy" (cu Oscar Isaac & Adam Driver) | Best Song | Nominalizare |

## People's Choice Awards
People's Choice Awards este o festivitate de premiere desfășurată anual în Statele Unite în cadrul căreia publicul își recompensează producțiile și personalitățile favorite din domeniul cinematografic, audiovizual și muzical. Justin Timberlake a avut cinci nominalizări. El a câștigat trei premii People choice awards unul dintre ele fiind pentru Albumul Favorit.
| An   | Beneficiar                      | Premiu                | Rezultat     |
| ---- | ------------------------------- | --------------------- | ------------ |
| 2007 | SexyBack                        | Favorite R&B Song     | Câștigat     |
| 2008 | What Goes Around...Comes Around | Favorite Pop Song     | Câștigat     |
| 2008 | Give It To Me                   | Favorite Hip-Hop Song | Câștigat     |
| 2008 | El însuși                       | Favorite Male Singer  | Câștigat     |
| 2014 | El însuși                       | Favorite Male Artist  | Câștigat     |
| 2014 | El însuși                       | Favorite Pop Artist   | Nominalizare |
| 2014 | El însuși                       | Favorite R&B Artist   | Câștigat     |
| 2014 | The 20/20 Experience            | Favorite Album        | Câștigat     |
| 2014 | Mirrors                         | Favorite Song         | Nominalizare |

## Asociația Washington D.C. Area Film Critics
Asociația Washington D.C. Area Film Critics (WAFCA) este un grup de critici de film bazat din Washington, D.C. care a fost fondat în 2002. WAFCA este compus din aproape 50 critici de film din televiziune, radio și internet. Grupul oferă în fiecare an premii pentru cei mai buni din filme, voturile fiind constituite din membrii grupului.
| An   | Beneficiar         | Premiu        | Rezultat     |
| ---- | ------------------ | ------------- | ------------ |
| 2010 | The Social Network | Best Ensemble | Nominalizare |